# Dolní Věstonice
Obec Dolní Věstonice (německy Unter Wisternitz) se nalézá severně od Pavlovských vrchů (Pálavy) asi 10 km na sever od Mikulova v okrese Břeclav. na jižním břehu Novomlýnských nádrží. Žije zde 306 obyvatel. Téměř celou východní část obce tvoří Sklepní ulice s původními i nově vybudovanými vinnými sklepy. Jedná se o vinařskou obec v Mikulovské vinařské podoblasti (viniční tratě: Za humny, U kapličky, Pod Pálavou, U třech panen). Vinařství má v obci tisíciletou tradici.

## Poloha
Dolní Věstonice leží na severním úpatí Pavlovských vrchů na pravém břehu řeky Dyje. Po napuštění Novomlýnských nádrží se obec ocitla na jejich jižním břehu, za zachovaným úsekem původního koryta řeky. Obec leží na staré obchodní cestě z Rakouska na Moravu, která i dnes spojuje Mikulov s Hustopečemi a která je vedena po hrázi mezi střední a dolní nádrží Nových Mlýnů do Strachotína; v obci se odděluje cesta do Pavlova, která pokračuje podél toku Dyje do Lednice.
Sousedními obcemi sídla jsou Horní Věstonice, Pouzdřany, Strachotín, Pasohlávky a Pavlov.

## Název
Základem jména vesnice bylo osobní jméno Věstoň, což nejspíš byla domácká podoba jména Dobrověst. Původní podoba Věstonici byla pojmenováním obyvatel vsi a znamenala "Věstoňovi lidé". Německé jméno vesnice vzniklo z českého. Přívlastek Dolní, který vyjadřoval polohu vůči sousedním Horním Věstonicím (ležícím výše), je doložen od první čtvrtiny 15. století.

## Historie obce
Území obce bylo osídleno již od pravěku jak dokládají četné archeologické nálezy zejména z doby lovců mamutů (stáří asi 25–30 tisíc let), které jsou zpřístupněny veřejnosti v zdejším archeologickém muzeu. Nejvýznamnějším zdejším archeologickým nálezem je plastika Věstonická venuše objevená roku 1925. Od 1. července 2008 je naleziště zapsáno mezi národní kulturní památky. První písemná zmínka o obci pochází z roku 1312 (Wistanicz). V šestnáctém století se zde usadili novokřtěnci – habáni. Vzbouření moravští stavové tu 5. srpna 1619 zvítězili v bitvě u Dolních Věstonic. Od 20. října 1653 do ledna 1665 byl v obci farářem italský minorita a hudební skladatel Giovanni Battista Alouisi. Roku 1930 měla obec 688 obyvatel, většinou německé národnosti (93,3 %) – tito byli po roce 1945 z drtivé většiny nuceně vysídleni. Mezi lety 1938-1945 byla převážně německá obec připojená k nacistickému Německu.

## Obyvatelstvo

### Struktura
V obci k počátku roku 2016 žilo celkem 313  obyvatel. Z nich bylo 170  mužů a 143 žen. Průměrný věk obyvatel obce dosahoval 45,3 let. Dle Sčítání lidu, domů a bytů provedeném v roce 2011, kdy v obci žilo 294  lidí. Nejvíce z nich bylo (16,3 %) obyvatel ve věku od 50 do 59  let. Děti do 14 let věku tvořily 10,9 % obyvatel a senioři nad 70 let úhrnem 7,1 %. Z celkem 262  občanů obce starších 15 let mělo vzdělání 42,4 % střední vč. vyučení (bez maturity). Počet vysokoškoláků dosahoval 6,1 % a bez vzdělání bylo naopak 0 % obyvatel. Z cenzu dále vyplývá, že ve městě žilo 141 ekonomicky aktivních občanů. Celkem 87,9 % z nich se řadilo mezi zaměstnané, z nichž 69,5 % patřilo mezi zaměstnance, 2,8 % k zaměstnavatelům a zbytek pracoval na vlastní účet. Oproti tomu celých 48,3 % občanů nebylo ekonomicky aktivní a zbytek svou ekonomickou aktivitu uvést nechtěl. Úhrnem 114 obyvatel obce (což je 38,8 %), se hlásilo k české národnosti. Dále 82 obyvatel bylo Moravanů a 7 Slováků. 78 obyvatel obce svou národnost neuvedlo.
Vývoj počtu obyvatel za celou obec i za jeho jednotlivé části uvádí tabulka níže, ve které se zobrazuje i příslušnost jednotlivých částí k obci či následné odtržení.
| Místní části   | Místní části         | 1869 | 1880 | 1890 | 1900 | 1910 | 1921 | 1930 | 1950 | 1961 | 1970 | 1980 | 1991 | 2001 | 2011 |
| -------------- | -------------------- | ---- | ---- | ---- | ---- | ---- | ---- | ---- | ---- | ---- | ---- | ---- | ---- | ---- | ---- |
| Počet obyvatel | část Dolní Věstonice | 779  | 752  | 826  | 842  | 771  | 686  | 688  | 412  | 450  | 376  | 356  | 334  | 339  | 294  |
| Počet domů     | část Dolní Věstonice | 142  | 153  | 151  | 156  | 159  | 162  | 168  | 123  | 104  | 99   | 96   | 105  | 136  | 140  |

### Náboženský život
Obec je sídlem římskokatolické farnosti Dolní Věstonice. Ta je součástí mikulovského děkanství brněnské diecéze v moravské provincii.
Při censu prováděném v roce 2011 se 67 obyvatel obce (23%) označilo za věřící. Z tohoto počtu se 36 hlásilo k církvi či náboženské obci, a sice 25 obyvatel k římskokatolické církvi (9% ze všech obyvatel obce),dále - 1 k Církvi československé husitské a 4 k českobratrským evangelíkům. Úhrnem 85 obyvatel se označilo bez náboženské víry a 142 lidí odmítlo na otázku své náboženské víry odpovědět.

## Obecní správa a politika

### Zastupitelstvo a starosta

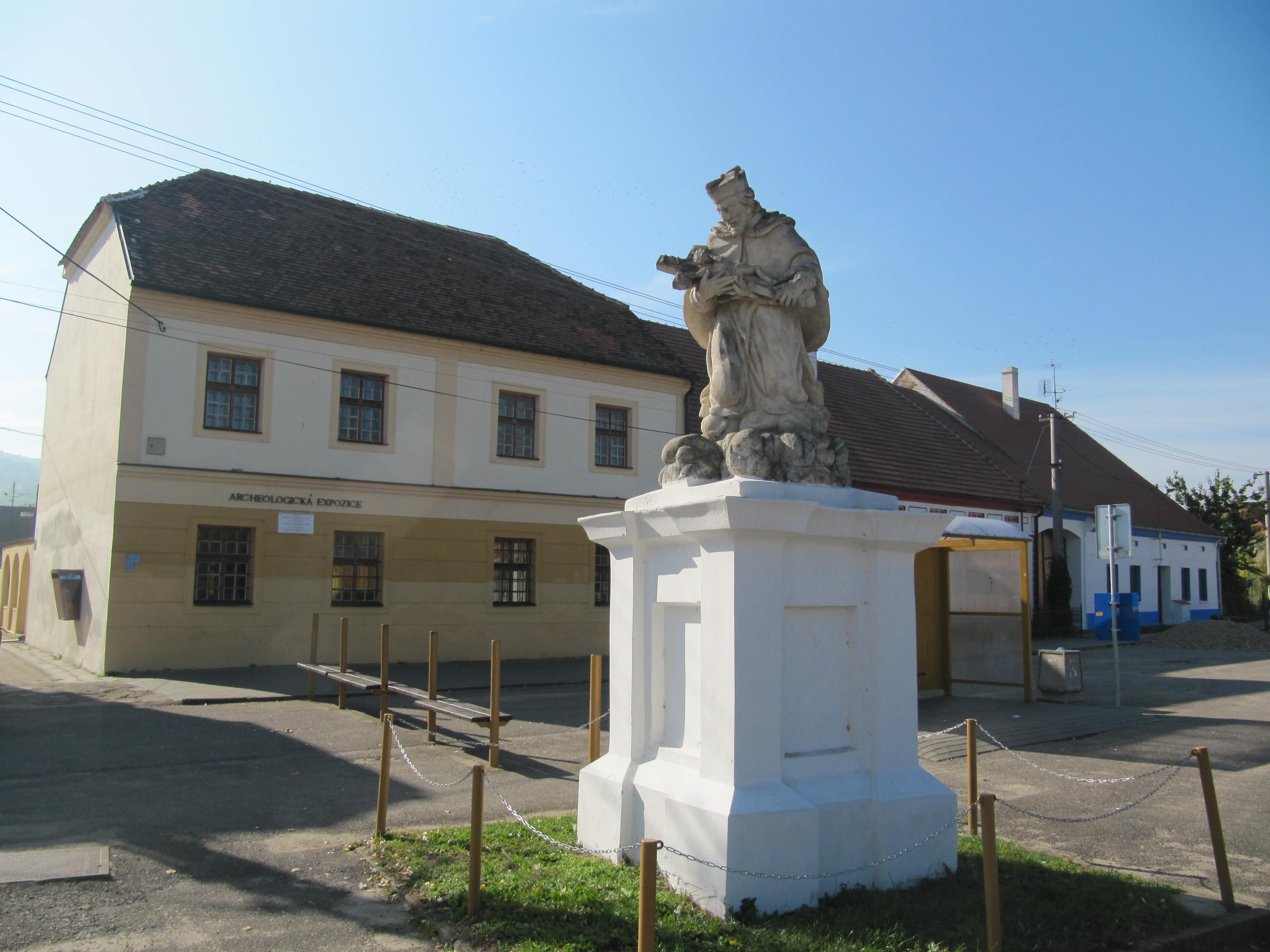
Socha sv. Jana Nepomuckého a bývalá radnice

V letech 2010 až 2014 byl starostou Jaromír Sasínek. Na ustavujícím zasedání zastupitelstva v listopadu 2014 byla do této funkce zvolena Erika Svobodová.  Na prosincovém zasedání obecního zastupitelstva byla novou starostkou zvolena Ing. Jaroslava Rajchlová, PhD.

## Pamětihodnosti
- Přímo nad obcí se tyčí zřícenina hradu Děvičky a nejvyšší vrch Pavlovských vrchů Děvín.
- Na východním okraji obce se nalézá významná geologická lokalita Kalendář věků a místo významných archeologických nálezů.
- Původně gotický Kostel svatého Michaela archanděla připomínán již v roce 1389.
- Budova bývalé radnice ze 16. století, v níž v současné době sídlí [12] s expozicí představující přírodu a krajinu Pálavy a okolí.
- Sousoší Panny Marie pomocné od Ignáce Lengelachera z roku 1724.
- Habánské náměstí, tzv. Husí plácek, patří k největším zvláštnostem mikulovské vinařské oblasti. Habánské vinné sklepy zde kdysi tvořily celé náměstíčko.
- Vodní mlýn

## Galerie

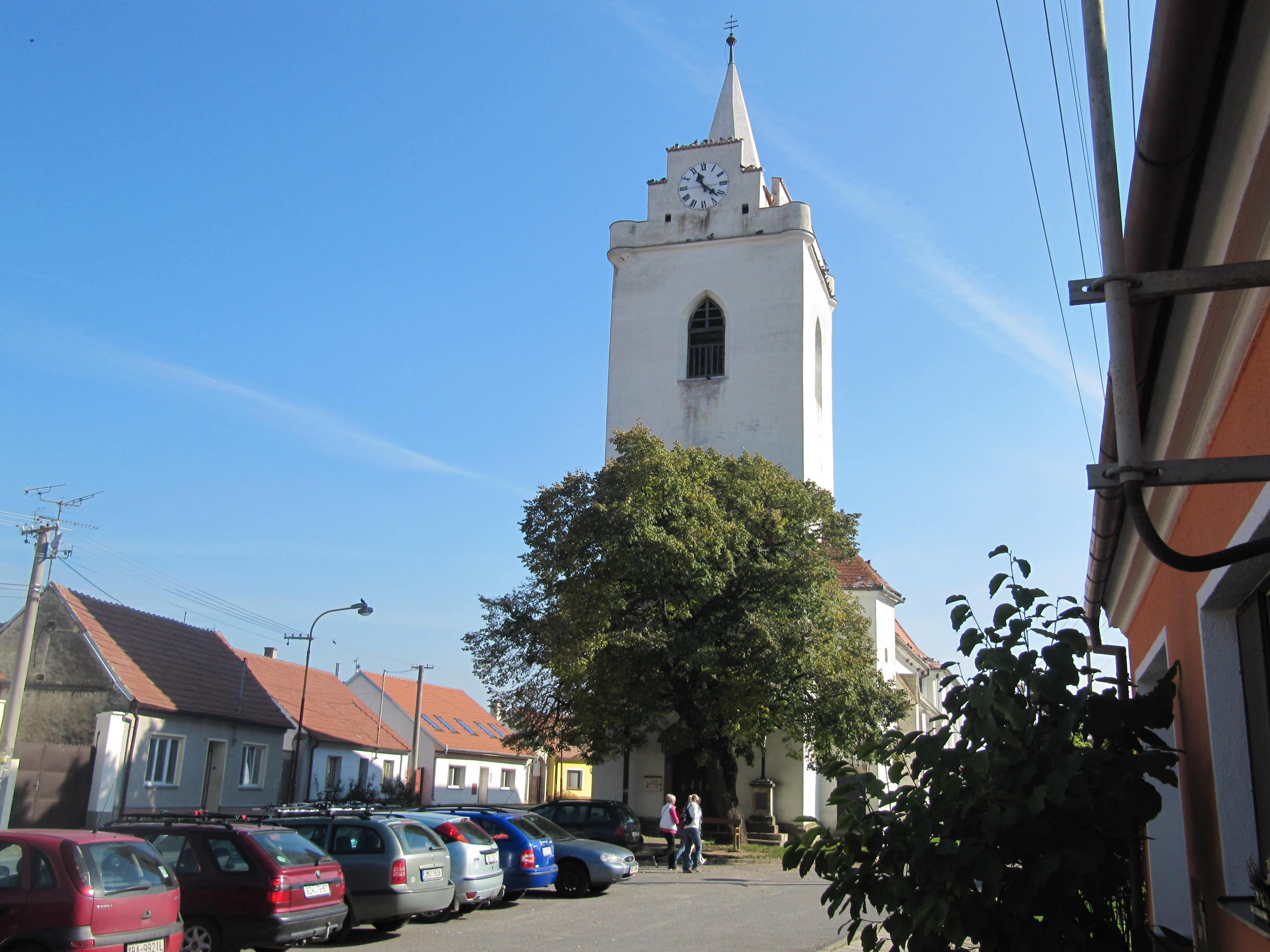
Náměstí s kostelem Archanděla Michaela
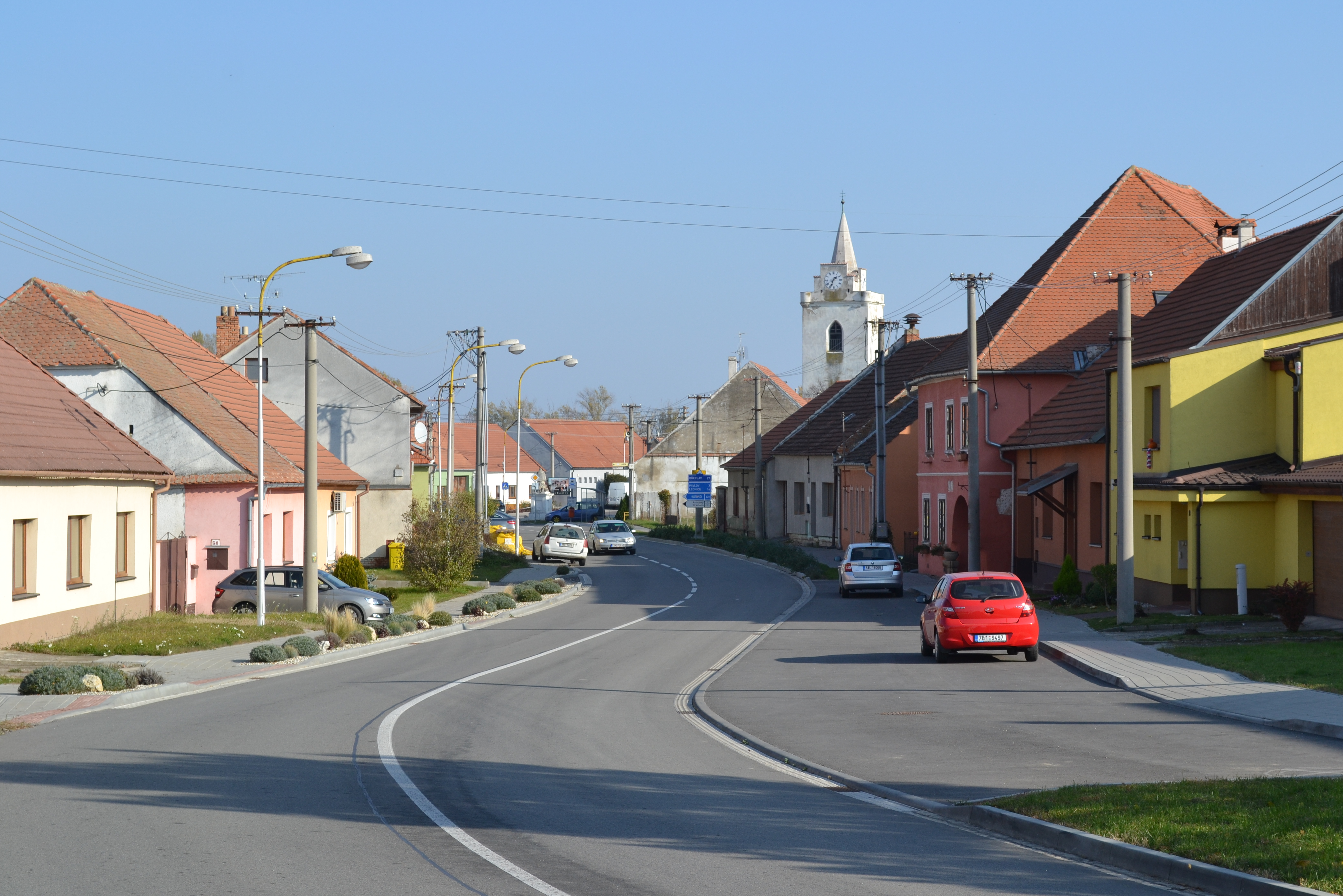
Ulice Hlavní
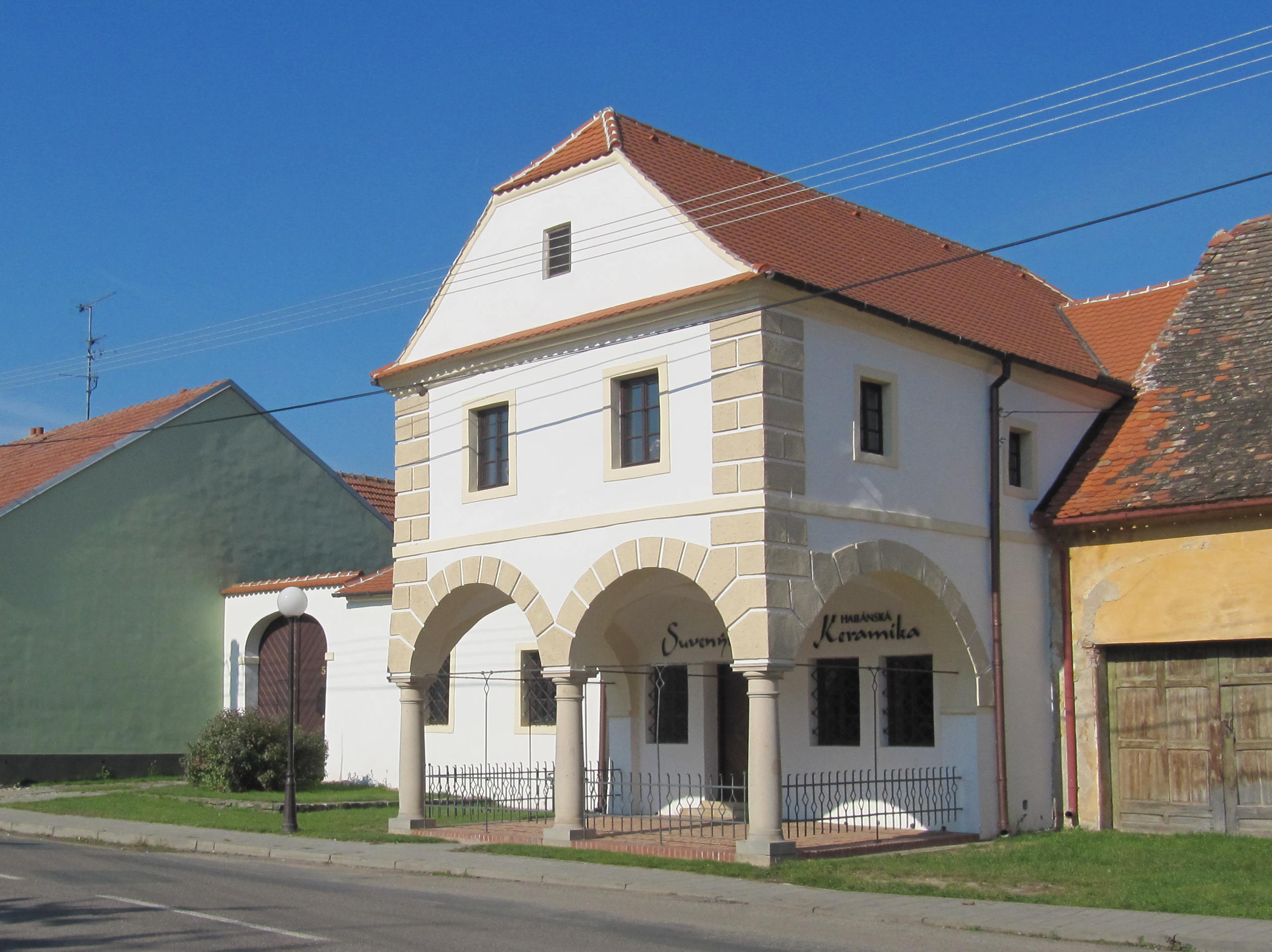
Renesanční habánský dům
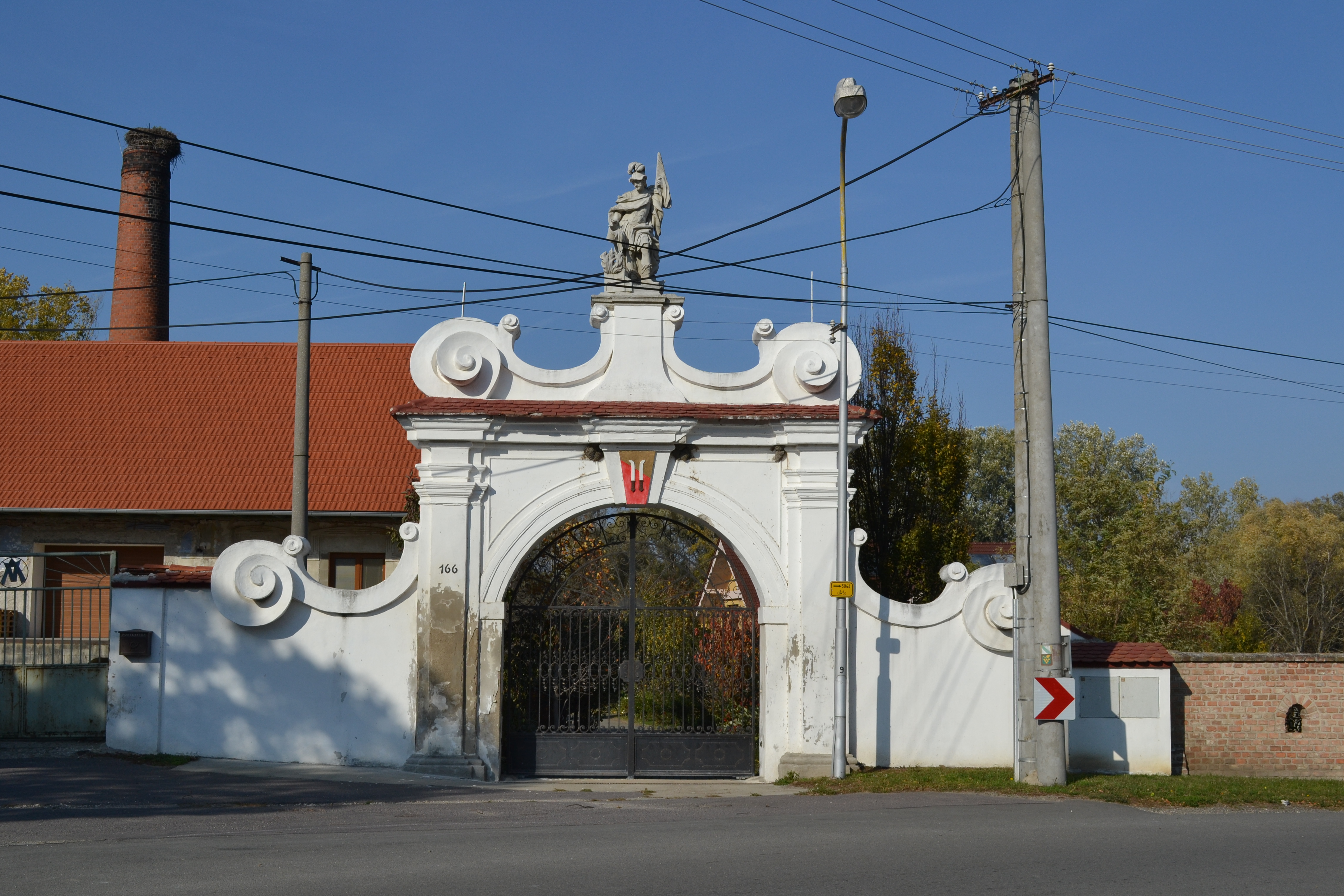
Barokní brána k bývalému mlýnu
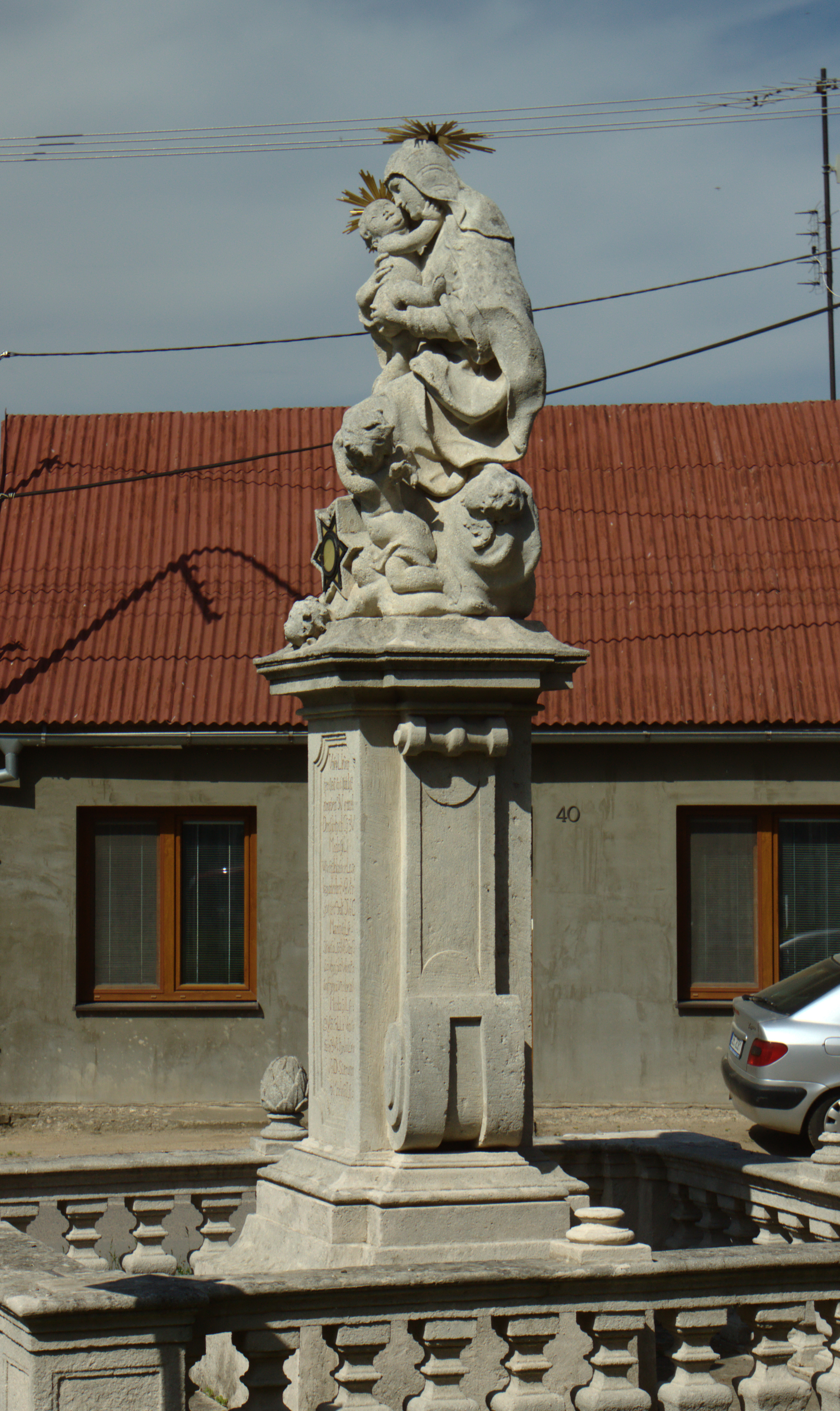
Sousoší Panny Marie pomocné
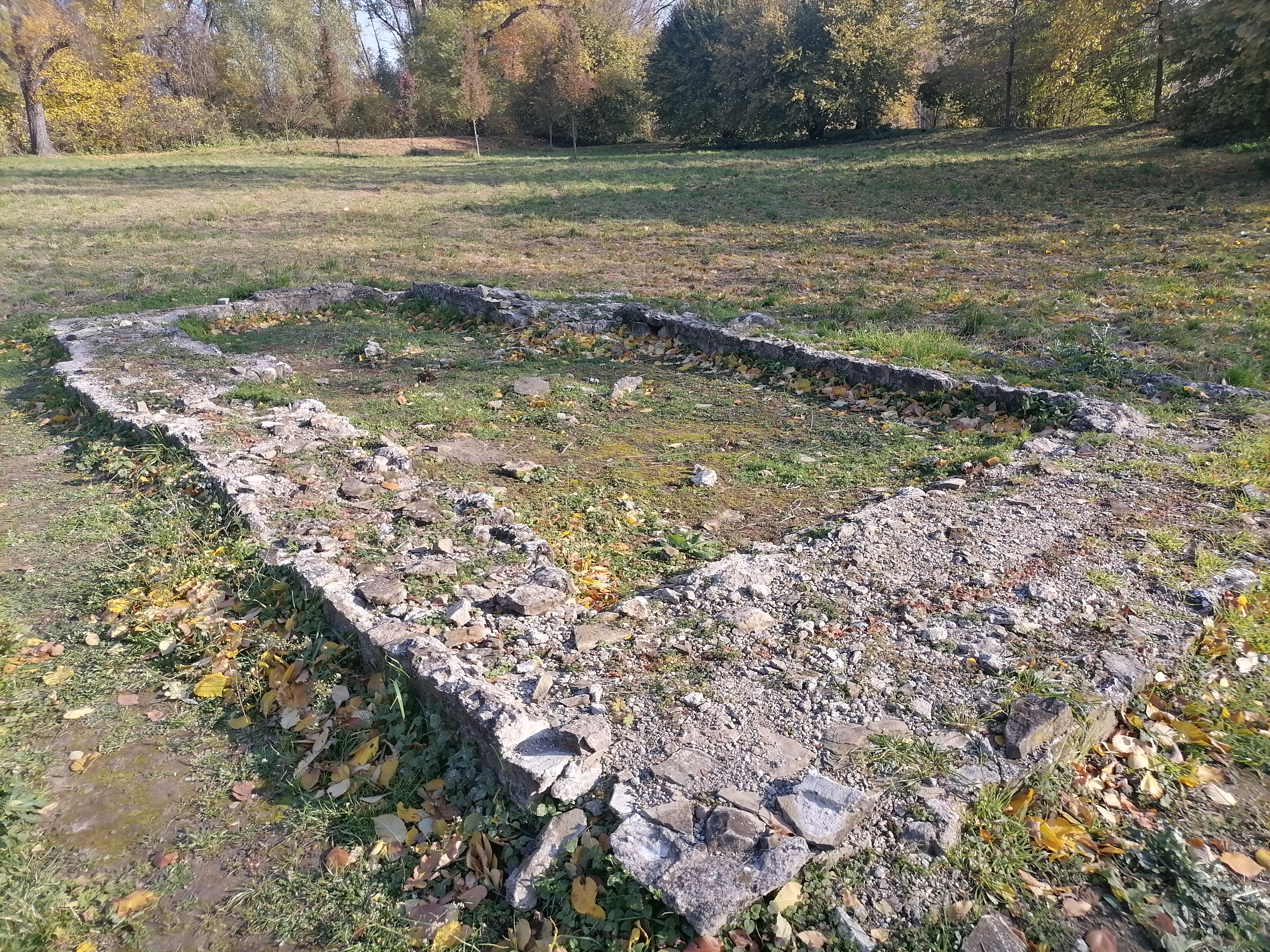
Hradiště Vysoká zahrada, základy kostela